# Muara Siban (Pulau Pinang)
Muara Siban is een bestuurslaag in het regentschap Lahat van de provincie Zuid-Sumatra, Indonesië. Muara Siban telt 1104 inwoners (volkstelling 2010).